# Carl Stooss
Carl Stooss, soms ook geschreven als Carl Stooß, (Bern, 13 oktober 1849 - Graz, 24 februari 1934) was een Zwitsers advocaat, rechter, jurist en hoogleraar die ook in het Keizerrijk Oostenrijk actief was.

## Biografie

Groepsportret van de expertencommissie voor het opstellen van het Zwitserse Strafwetboek rond 1908. Van links naar rechts: Emil Zürcher, Georges Favey, Carl Stooss, Alfred Gautier, Otto Kronauer, Ernst Hafter en Alexander Reichel.

### Opleiding en vroege carrière
Carl Stooss werd geboren in Bern in 1849. Hij was een oudere broer van jurist Alfred Stooss (1860-1925). Na zijn schooltijd in Bern vatte hij in het voorjaar van 1868 zijn studies in de rechten aan aan de Universiteit van Bern. Hij was lid van de studentenvereniging Zofingia en was preses van deze organisatie in de periode 1871-1872. Tijdens zijn opleiding studeerde hij ook een semester aan de Universiteit van Leipzig en de Ruprecht-Karls-universiteit in Heidelberg. Hij studeerde af in 1873.
Na zijn studies ging Stooss in 1873 aan de slag als advocaat. Na enige tijd, in de periode van 1876 tot 1879, zette hij echter de stap naar de magistratuur door rechter en voorzitter van de rechtbank te worden. Vervolgens behaalde hij in 1878 een doctoraat en werd hij in 1879 privaatdocent aan de Universiteit van Bern, waar hij Berns procesrecht doceerde. In 1882 werd hij benoemd tot gewoon hoogleraar strafrecht, strafprocesrecht en burgerlijk procesrecht. In 1885 legde hij echter zijn ambt aan de universiteit neer om opnieuw rechter te worden in het Obergericht van het kanton Bern. Een jaar later, in 1886, was hij mede-oprichter van het Schweizerische Zeitschrift für Strafrecht. In 1891 maakte hij weerom een overstap naar de universiteit om er vergelijkend kantonnaal en federaal Zwitsers strafrecht te onderwijzen. Hiervoor kreeg hij echter geen financiële vergoeding van de universiteit.

### Opsteller van het Zwitsers Strafwetboek
Tussen 1890 en 1896 werkte Stooss in opdracht van de Bondsraad en het Departement van Justitie en Politie aan een ontwerp ter eenmaking en hervorming van de Zwitserse strafwetgeving. In 1890 stelde hij een bronnenboek op over de bronnen van het kantonnale strafrecht, en twee jaar later volgde een tweedelig werd over de grondslagen van het Zwitserse strafrecht. Het strafrecht in Zwitserland was op dat moment immers nog op kantonnaal niveau georganiseerd. Hierdoor bestond er geen eenduidige strafwetgeving die gold voor het ganse land. In 1893 leverde Stooss zijn voorontwerp af van het algemeen deel van een nieuw federaal Zwitsers Strafwetboek. Hij zetelde eveneens in de expertencommissie voor de opstelling van het Strafwetboek, waarin naast hem ook Emil Zürcher, Georges Favey, Alfred Gautier, Otto Kronauer, Ernst Hafter en Alexander Reichel zetelden.
Stooss en zijn voorontwerp werden geroemd om de duidelijke en beknopte stijl van de wetsbepalingen en het innovatieve idee van de re-integratie van criminelen gecombineerd met dat van de straf als vergoeding voor het veroorzaakte leed. Dit voorontwerp zou de grondslag vormen voor het Zwitsers Strafwetboek dat uiteindelijk in 1937 zou worden goedgekeurd, in 1942 in werking zou treden en tot op heden bestaat, al zou Stooss dit zelf allemaal niet meer meemaken. Hij zou immers overlijden in 1934.

### In Oostenrijk
Nadat zijn werkzaamheden voor de Bondsraad waren afgerond, viel Stooss zonder inkomsten. Daarom ging hij in 1896 als hoogleraar strafrecht aan de slag aan de Universiteit van Wenen in Oostenrijk. Tijdens zijn periode in Oostenrijk kreeg Stooss niettemin twee eredoctoraten aangeboden, een aan zijn alma mater, de Universiteit van Bern in 1903 en een aan de Universiteit van Genève in 1909. Hij zou er nog meer dan 20 jaar lesgeven en ging in 1919 op emeritaat.
Zijn financiële zorgen stelden hem echter niet in staat om terug te keren naar Zwitserland. Vanaf 1923 trok hij een Oostenrijks staatspensioen en in 1925 werd hij lid van de Österreichische Akademie der Wissenschaften. Niettemin zou hij in 1934 in eenzaamheid overlijden in Graz, Oostenrijk, op 84-jarige leeftijd.
In 1936 werd in Floridsdorf, een buitenwijk van Wenen, een straat vernoemd naar Carl Stoos, de Stooßgasse.

## Onderscheidingen
- Doctor honoris causa aan de Universiteit van Bern (1903)
- Doctor honoris causa aan de Universiteit van Genève (1909)

## Werken

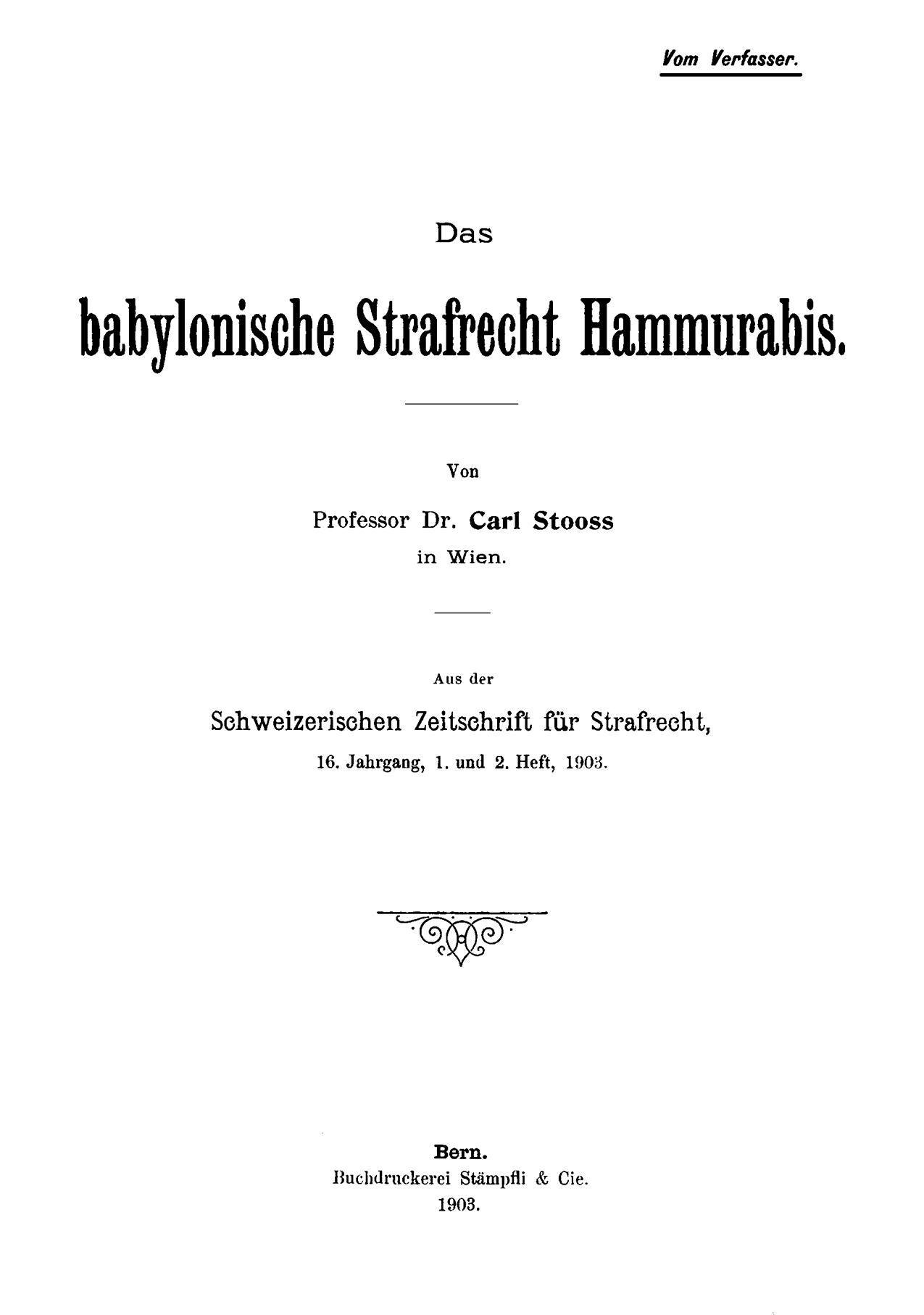
Das babylonische Strafrecht Hammurabis, 1903.

- Die schweizerischen Strafgesetzbücher zur Vergleichung zusammengestellt, Bazel en Genève, 1890.
- Die Grundzüge des schweizerischen Strafrechts. Im Auftrage des Bundesrathes vergleichend dargestellt, twee delen, Bazel en Genève, 1892–1893.
- Vorentwurf zu einem Schweizerischen Strafgesetzbuch: Allgemeiner Teil. Im Auftrage des Bundesrathes ausgearbeitet von Carl Stooss, Bazel en Genève, 1893.
- Der Kampf gegen das Verbrechen, 1894.
- Der Geist der modernen Strafgesetzgebung, 1896.
- Chirurgische Operation und ärztliche Behandlung: Eine strafrechtliche Studie, Berlijn, 1898.
- Das babylonische Strafrecht Hammurabis, Bern, Stämplfi, 1903.
- Strafrechtsfälle für Studierende, Wenen, 1906, tweede editie 1915.
- Lehrbuch des österreichischen Strafrechts, twee delen, 1909, tweede editie 1913.
- Allgemeine Bestimmungen österreichischer Strafgesetzbücher 1768–1852, 1909 (samen met Eberhard von Künssberg).
- Rechtswissenschaft der Gegenwart in Selbstdarstellungen, Leipzig, 1924.